# Solanum angustifolium
Espèce
Solanum angustifolium est une espèce de plantes herbacées de la famille des Solanaceae, originaire du Mexique et du Honduras.